# Intermembranraum

Schematische Darstellung der Atmungskette mit innerer und äußerer Mitochondrienmembran sowie dem dazwischen liegenden Intermembranraum.

Der Intermembranraum ist in der Zellbiologie und Histologie der Raum, der sich innerhalb einer Doppelmembran befindet. Ein solcher Raum befindet sich beispielsweise zwischen äußerer und innerer Membran von Mitochondrien, Plastiden und der Kernhülle. 
Im Intermembranraum der Mitochondrien sind einige Enzyme, wie Creatin-Kinase oder Adenylat-Kinase situiert. Diese Enzyme wandeln den Energieträger ATP in andere Stoffe um bzw. synthetisieren eben jenen aus ADP.
Porin, ein kanalbildendes Transmembranprotein der äußeren mitochondrialen Membran, sorgt dafür, dass Intermediärprodukte der Atmungskette sowie andere für die Funktion notwendige Substanzen den Intermembranraum passieren können.